# 希尔特波尔特施泰因
希尔特波尔特施泰因是德国巴伐利亚州的一个市镇。总面积25.56平方公里，总人口1563人，其中男性812人，女性751人（2011年12月31日），人口密度61人/平方公里。